# Aster spathulifolius
Aster spathulifolius Maxim., 1871 (in coreano: 해국/Haeguk, conosciuto in inglese come seashore spatulate aster) è una pianta della famiglia delle Asteracee che cresce nelle aree costali di Corea e Giappone.
Grazie alle sue piccole dimensioni e alle foglie spesse resiste al vento e al freddo. Quando si trova in luoghi soleggiati tra le rocce produce fiori viola da luglio a novembre.
Questo fiore è originario di Ulleungdo e Dokdo, due isole coreane nel Mare Orientale. In autunno, gli haeguk sono in piena fioritura, colorando Dokdo di viola.